# Epaulet
En Epaulet er en skulderdekoration, som hørte til højere civile embedsmænds eller militærpersoners gallauniform.
| Tøj | Spire Denne artikel om tøj, sko eller lignende er en spire som bør udbygges. Du er velkommen til at hjælpe Wikipedia ved at udvide den. |